# Уэствью-Серкл (Вайоминг)
Уэствью-Серкл (англ. Westview Circle) — статистически обособленная местность, расположенная в округе Платт (штат Вайоминг, США) с населением в 67 человек по статистическим данным переписи 2000 года.

## География
По данным Бюро переписи населения США, статистически обособленная местность Уэствью-Серкл имеет общую площадь в 5,96 квадратных километров, водных ресурсов в черте населённого пункта не имеется.
Статистически обособленная местность Уэствью-Серкл расположена на высоте 1442 метра над уровнем моря.

## Демография
По данным переписи населения 2000 года, в Уэствью-Серкл проживало 67 человек, 22 семьи, насчитывалось 25 домашних хозяйств и 25 жилых домов. Средняя плотность населения составляла около 11,4 человек на один квадратный километр. Расовый состав Уэствью-Серкл по данным переписи был исключительно белым.
Из 25 домашних хозяйств в 40,0 % — воспитывали детей в возрасте до 18 лет, 84,0 % представляли собой совместно проживающие супружеские пары, в 4,0 % семей женщины проживали без мужей, 12,0 % не имели семей. 12,0 % от общего числа семей на момент переписи жили самостоятельно, при этом 4,0 % составили одинокие пожилые люди в возрасте 65 лет и старше. Средний размер домашнего хозяйства составил 2,68 человек, а средний размер семьи — 2,91 человек.
Средний доход на одно домашнее хозяйство в статистически обособленной местности составил 40 714 долларов США, а средний доход на одну семью — 42 321 доллар. При этом мужчины имели средний доход в 36 500 долларов США в год против 31 250 долларов среднегодового дохода у женщин. Доход на душу населения в статистически обособленной местности составил 16 782 доллара в год. Все семьи Уэствью-Серкл имели доход, превышающий уровень бедности.